# 北京大学汇丰商学院
北京大学汇丰商学院（Peking University HSBC Business School， PHBS ）是北京大学下属的一所商学院，位于中国广东省深圳市西丽街道。該商學院成立于2004年，原名北京大學深圳商学院。該商學院也是中国第一所提供全英文授课的高等教育机构（EMBA课程仍以現代標準漢語授课）。2008年8月30日，香港上海汇丰银行的慈善基金向北京大学捐赠1.5亿元人民币，北京大學深圳商学院則更名为北京大学汇丰商学院。
2013年秋季，位於深圳大学城的北京大学汇丰商学院新教學樓啟用。新教學樓占地超过 60,000 平方米，汇丰银行資助校方建造了該教學樓，該教學樓建成時是世界上最大的单体商学院建筑。 
2018年，北京大学汇丰商学院英国校区在英國牛津市啟用。

北京大学汇丰商学院教学楼